# ماكسيم فيليببوف
ماكسيم فيليببوف (بالروسية: Филиппов, Максим Валерьевич)‏ هو لاعب كرة قدم روسي في مركز الهجوم، ولد في 15 فبراير 1984 في مغنيتاغورسك في روسيا. لعب مع أمكار بيرم وموردوفيا سارانسك ونادي أورينبورغ.